# Marianna Bottini
Marianna Bottini nata Motroni-Andreozzi (Lucca, 7 novembre 1802 – Lucca, 25 gennaio 1858) è stata una compositrice italiana insegnante di arpa.

## Biografia
Nacque dal matrimonio tra il nobile lucchese Sebastiano Motroni-Andreozzi e sua moglie Eleonora Flekestein.
Fu allieva di Domenico Quilici nello studio del contrappunto e fu ammessa all'Accademia Filarmonica di Bologna nel 1820 come "maestro compositore onorario". Nel 1823 sposò il marchese Lorenzo Bottini, figura politica di spicco dell'epoca. Fu una delle poche donne la cui musica fu suonata per la tradizionale festa in onore di Santa Cecilia. Morì a Lucca. 

## Opere
Bottini ha composto la maggior parte delle sue opere tra i 13 e i 20 anni, tra cui musiche per camera e opere sacre. 
Segue una selezione di opere: 
- Elena e Gerardo, opera non eseguita, 1822
- In sacri inni per tre voci, strumenti a fiato, basso continuo, 1819
- Briseis (C. Moscheni) cantata per 3 voci, coro, orchestra, 1820
- Cantiamo Pastori cantata per 5 voci, orchestra
- Motet for one voice, orchestra, 1818
- Qui Tollis per una voce, coro, orchestra, 1818
- Messa da Requiem per 4 voci, orchestra, 1819
- Motet for one voice, orchestra, 1819
- Quoniam per basso e orchestra, 1819
- Qui Tollis per basso e orchestra, 1819
- Stabat Mater per 3 voci, 1819
- Te Deum per 3 voci, 1819
- Stabat Mater per voci 3, 1820
- Messa per Santa Cecilia per 4 voci, orchestra, 1822
- Mottetto per Santa Cecilia per una voce, orchestra, 1822
- Mag per 4 voci, orchestra, dopo il 1823
- Miserere per 3 voci, basso continuo, 1824
- Crocifisso per 2 voci, continuo
- Dixit Dominus per 5 voci, orchestra
- Domino ad adiuvando per 4 voci, orchestra [3]
- Symphonie per orchestra, 1818
- Symphonie per banda di fiati, 1819
- Concerto per clarinetto
- Concerto per pianoforte "Concertone", 1822
- Quartetto per arpa, pianoforte, clarinetto e corno